# Steglitz

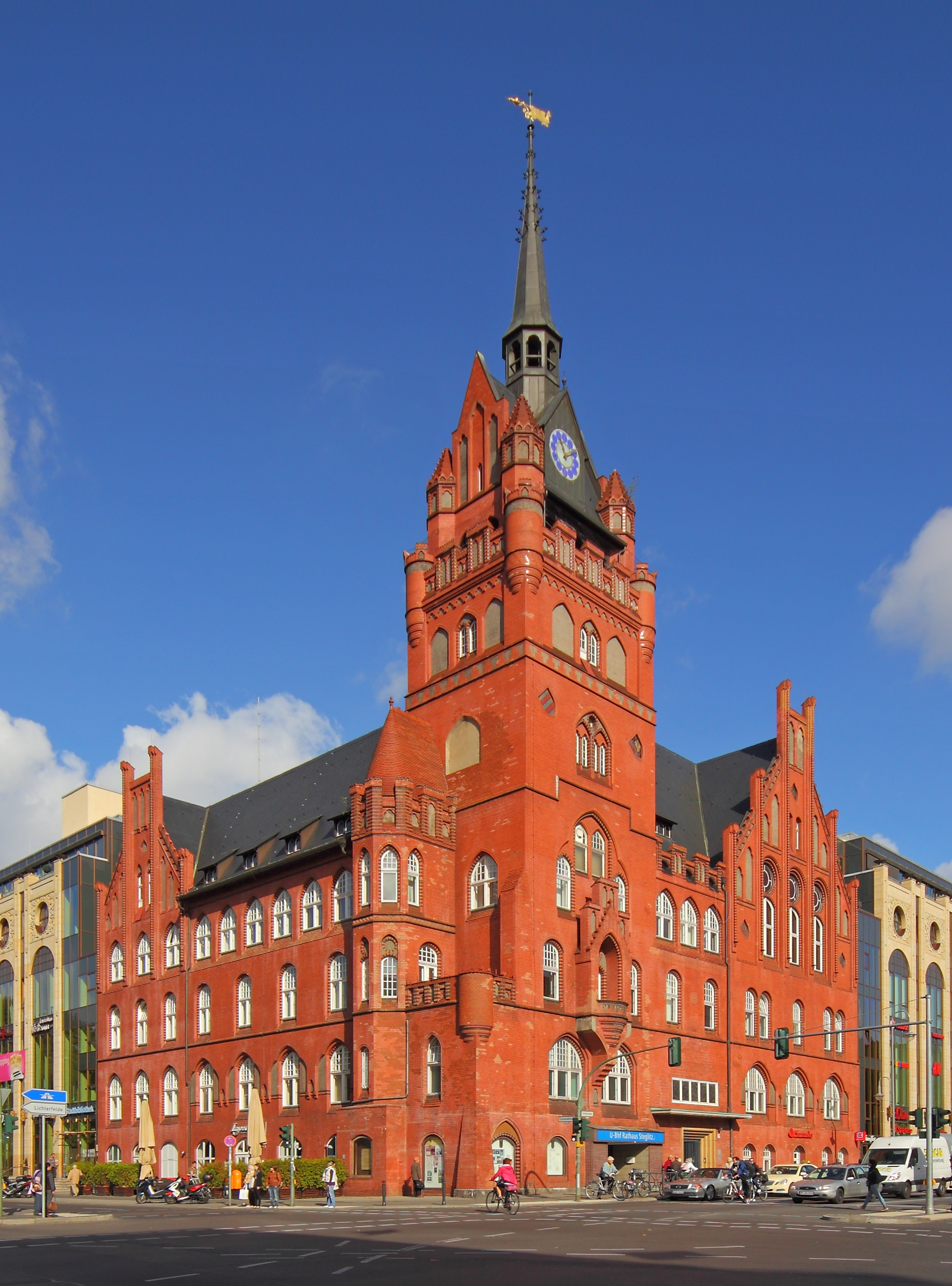
Prefeitura de Steglitz (em alemão: Rathaus Steglitz)

Steglitz é uma localidade do bairro Steglitz-Zehlendorf, no sudoeste de Berlim, a capital da Alemanha. A localidade também inclui o bairro de Südende.

## História
Enquanto um cavaleiro chamado Henricus de Steglitz já foi mencionado em uma ação em 1197, a vila de Steglitz foi mencionada pela primeira vez em 1375 no Landbuch do imperador Carlos IV, que naquele momento também era regente do eleitorado de Brandemburgo.
Steglitz testemunhou a construção da estrada pavimentada da Prussia em 1792. A antiga aldeia lucrou em grande parte devido sua localização na rodovia imperial Reichsstraße 1 , hoje Bundesstraße 1, que segue uma rota comercial que remonta à Idade Média. A velha Reichsstraße se estendia do extremo oeste da Alemanha, através de Aachen e Colônia, até Berlim, e depois continuou em direção ao leste, atingindo cerca de duzentos quilômetros a nordeste de Königsberg, na Prússia Oriental. A aldeia de Steglitz também foi impulsionada significativamente com a construção da linha de Stammbahn, pertencente às ferrovias do Estado Prussiano, em 1838. Esta foi a primeira estrada de ferro na Prússia e que interligou Berlim e Potsdam. A região de Steglitz foi incluída na linha ferroviária do sul de Berlim e no sistemas de trânsito por volta de 1850.
Os arredores do sudoeste de Berlim viram mudanças consideráveis na segunda metade do século 19, quando luxuosas áreas residenciais foram desenvolvidos nas regiões vizinhas de Lichterfelde e mais tarde Dahlem. Lichterfelde Ocidental e Oriental, fundadas pelo empreiteiro Johann von Carstenn se desenvolveram e foram denominadas Villenkolonien: regiões residenciais compostas inteiramente de mansões ou casas. Ao leste foi fundada em 1873 o bairro Südende (em português:Final do Sul). Em Steglitz uma vasta área comercial se desenvolveu em torno da Schloßstraße, atendendo também às regiões de Lichterfelde e Dahlem. Em 1901 o grupo de jovens Wandervogel foi fundado no porão da prefeitura de Steglitz.
Steglitz foi incorporada à cidade de Berlim em 1920, juntamente com as regiões vizinhas. De 1920 a 2000, o IX distrito administrativo foi chamado Steglitz Bezirk. Durante a existência do Muro de Berlim, Steglitz fazia parte do setor americano (Berlim Ocidental). Na reforma administrativa de Berlim de 2001, a área sudoeste de Berlim foi unida no bairro recém-criado de Steglitz-Zehlendorf, trazendo empreendimentos imobiliários mais ricos entre os doze bairros de Berlim.